# Aster Ganno
Aster Ganno, eigentlich Aster Gannoo Salbaan (* um 1874 in Illubabor; † 1962 in Nekemte, Wollega, Äthiopien) war eine äthiopische Oromo und Bibelübersetzerin. Sie schuf auch ein umfangreiches Wörterbuch der Sprache afaan Oromoo. Aus ihrer Kenntnis der mündlichen Tradition schrieb sie eine Sammlung von etwa 500 Liedern, Fabeln und Erzählungen nieder. Aster Ganno blieb unverheiratet und starb im hohen Alter.

## Jugend

Verbreitungsgebiet der Oromo-Sprache; verschiedene Dialekte.

Das Geburtsjahr von Aster Ganno wird allgemein mit 1874 angegeben; nach neuerer Forschung war es allerdings das Jahr 1859.
In Freiheit geboren, wurde sie von Sklavenjägern des Königs von Limmu-Ennarea verschleppt. Sie wurde zum Opfer einer Vergeltungsaktion, weil die Oromo sich geweigert hatten, dem König von Limma eine neue Residenz zu bauen. Arabische Sklavenhändler kauften das etwa zehnjährige Mädchen (bzw. die etwa 25-jährige junge Frau), um sie in den Jemen zu transportieren. Das Sklavenschiff wurde aber von einem Kriegsschiff der italienischen Marine abgefangen. So kamen die an Bord befindlichen Sklaven frei.
Anfang Mai 1885 traf der Missionar Onesimos Nesib auf dem Weg zur Missionsschule Munkullo auf eine Gruppe von Oromo, ehemaligen Sklaven. Im Flüchtlingslager Gäläb im Norden von Eritrea bildeten sie einen Oromo-sprachigen Kreis, der sich mit Literatur befasste. Nesib begleitete sie und trat als Lehrer in die Schule von Munkullo nahe der Stadt Massawa ein, so dass er die Oromo in seiner Muttersprache unterrichten konnte. Aster Ganno fiel ihm auf, weil sie eine besondere Begabung für Sprache und Literatur besaß. Nesib sorgte dafür, dass Emelie Lundahl ihr Weihnachten 1887 eine eigene Bibel schenkte. Das sollte sie zu weiterer Lektüre motivieren.

## Das Oromo-Wörterbuch
Nesib, der schon religiöse Kleinschriften auf Oromo (afaan Oromoo) veröffentlicht hatte, begann 1886 mit der Übersetzung der Bibel. Weil er im Alter von etwa vier Jahren entführt und als Sklave verkauft worden war, hatte er aber keine umfassende Kenntnis seiner Muttersprache erwerben können. Die Arbeit stockte. Aster Ganno hatte mittlerweile ihre Schulausbildung abgeschlossen. Nun bekam sie den Auftrag, ein Wörterbuch Schwedisch–Oromo zu erarbeiten. Dazu sollte sie zu jeder Wurzel die abgeleiteten Vokabeln auflisten und Lehnworte aus anderen Sprachen sowie Dialektformen identifizieren. Nesib übersetzte nicht aus den hebräischen und griechischen Grundtexten, aber er hatte den Anspruch, reines, idiomatisches Oromo zu schreiben. Darum las Aster Ganno seine Bibelübersetzung noch einmal Korrektur, bevor er sie drucken ließ.

Aster Gannos Wörterbuch-Manuskript enthält etwa 13.000 Einträge und befindet sich heute in der Universitätsbibliothek Uppsala. Fride Hylander beschrieb ihre Arbeit so:
„Der Beitrag des Galla-Mädchens Aster zur Wörterbucharbeit ist sehr gut. Sie füllt viele Lücken: sie findet die Wörter, und sie kennt die Galla-Sprache besser als irgendjemand sonst. Es ist erfreulich zu sehen, wie ernsthaft und hart sie den ganzen Tag über arbeitet. ... Mit dem Bleistift in der Hand findet sie alle Wörter, die von der gleichen Wurzel abgeleitet werden können. ... Ihr Gesichtsausdruck zeigt Intelligenz und Energie. Sie wirkt so gelehrt und geschickt, dass ich von Anfang an großen Respekt vor ihr hatte und mich wegen meiner schlechten Sprachkenntnisse schämte.“
 Aster Gannos Arbeit war die Grundlage für Nesibs Übersetzung des Neuen Testaments (Kakuu Haaraa), die 1893 in Munkollo gedruckt wurde. Nesib wandte sich danach der Übersetzung des Alten Testaments zu, wobei er wiederum von Gannos Vorarbeit abhängig war. Im Juni 1897 lag das Alte Testament in der Oromosprache fertig vor und wurde in St. Chrischona gedruckt. Die ganze Bibel auf Oromo wurde unter dem Titel Macafa Qulqulluu 1899 in St. Chrischona gedruckt und gewann die Anerkennung europäischer Historiker und Linguisten. Gustav Arén urteilte: „Die Oromo-Version der Heiligen Schrift ist eine bemerkenswerte Leistung, in jeder Hinsicht die Frucht einer hingebungsvollen Arbeit eines einzigen Mannes: Onesimos Nesib.“

## Weitere Werke
Aster Ganno schrieb aus ihrer Erinnerung eine Sammlung von fünfhundert Liedern, Fabeln und Erzählungen auf, die teilweise in einem Lesebuch der Oromo-Sprache in Druck erschienen. Das Manuskript ist heute im Privatbesitz der Familie Hylander. Das 1894 gedruckte Lesebuch hat den englischen Titel: The Galla Spelling Book und den Oromo-Titel: Jalqaba Barsisa. Während die englische Version nur Onesimos Nesib als Autor nennt, sind auf Oromo Nesib und Ganno gemeinsam als Autoren aufgeführt.
Im Auftrag der Schwedischen Evangelischen Mission übersetzte Aster Ganno Doctor Barth’s Bible Stories ins Oromo. Dabei band sie sich nur inhaltlich an ihre Vorlage und erzählte die biblischen Geschichten frei in lebendiger, flüssiger Sprache. Dieses Buch wurde 1899 von St. Chrischona gedruckt.

## Pädagogische Arbeit
Gemeinsam mit Onesimos Nesib leitete Aster Ganno eine Schule in Najo. Hier wurden im Jahr 1905 78 Schüler in afaan Oromoo unterrichtet.
Als ihre Arbeit in Najo zunehmend auf Widerstand stieß, zog Nesib mit seinem Team, darunter Aster Ganno, nach Nekemte.
Mit ihrer Mitarbeiterin Feben Hirphee besuchte Aster Ganno regelmäßig die Frauen der Oromooberschicht, um sie in Haushaltsführung und Kinderpflege zu unterrichten und ihnen das Alphabet zu vermitteln. Febeen Hirphee, die aus Jiren in Jimma stammte, war als Jugendliche 1881/82 in Kriegsgefangenschaft geraten. Sie wurde als Sklavin verkauft, aber von schwedischen Eritrea-Missionaren freigekauft und unterrichtet.

## Würdigung
In der Mekane-Yesus-Kirche wird Aster Ganno heute als bedeutende Person der eigenen Kirchengeschichte angesehen. Aster Ganno hat auch eine Vorbildfunktion für die Partizipation von Frauen in der heutigen Kirche: „Sie war Erzieherin, Evangelistin, Linguistin; sie war gender-sensitive, da sie auf die Erziehung von Frauen und Mädchen in besonderer Weise achtete.“